# Liste militärischer Transportflugzeuge
Die folgende Tabelle stellt in Serie gebaute oder dafür vorgesehene militärische Transportflugzeuge einander gegenüber.
Sie gibt jedoch nicht umfassend Auskunft über Anforderungen, die taktische Transportflugzeuge (z. B. Transall C-160, Lockheed C-130) von strategischen Transportern (z. B. Antonow An-124, Lockheed C-5 Galaxy) unterscheiden. Der Airbus A400M sowie die Boeing C-17 sind in beiden Bereichen positioniert.
Die Tabelle enthält sowohl Modelle, deren Bau bereits eingestellt ist, als auch solche, die sich noch nicht in Serienproduktion befinden.
| Maschine                          | Entwurfsland                                          | Produktion | Produktion   | Flugzeugmaße | Flugzeugmaße   | Flugzeugmaße | Frachtraum/Nutzlast | Frachtraum/Nutzlast           | Frachtraum/Nutzlast       | Leistungsdaten               | Leistungsdaten                      | Leistungsdaten       | Leistungsdaten                                              |
| Maschine                          | Entwurfsland                                          | von (a)    | bis          | Länge [m]    | Spannweite [m] | Höhe [m]     | Nutzlast [kg]       | Frachtraum Abmessungen        | Grundfläche & Volumen (b) | Marschgeschwindigkeit [km/h] | Reichweite [km] (bei Zuladung in t) | Dienstgipfelhöhe [m] | Startrollstrecke [m]                                        |
| --------------------------------- | ----------------------------------------------------- | ---------- | ------------ | ------------ | -------------- | ------------ | ------------------- | ----------------------------- | ------------------------- | ---------------------------- | ----------------------------------- | -------------------- | ----------------------------------------------------------- |
| Airbus A400M Atlas                | Deutschland Frankreich Spanien Vereinigtes Konigreich | 2010       | aktuell      | 45,10        | 42,40          | 14,70        | 037.000             | L: 17,7 m B: 04,0 m H: 03,8 m | 0070,8 m² 0272,7 m³       | 730–780 (c)                  | 04.535 (30)                         | 12.300               | 0940 (1.690 m bei MTOW 141 t und Start nach zivilen Regeln) |
| Airbus C-295 Persuader            | Spanien                                               | 2000       | aktuell      | 24,50        | 25,81          | 8,66         | 009.700             | L: 12,7 m B: 02,7 m H: 01,9 m | 0030,5 m² 0057,9 m³       | 480                          | 05.630 (0) 01.333 (9,7)             | 07.620               | 0670                                                        |
| Alenia C-27J Spartan              | Italien                                               | 2000       | aktuell      | 22,70        | 28,70          | 9,64         | 011.500             | L: 11,4 m B: 02,4 m H: 02,6 m | 0023,2 m² 0069,5 m³       | 500                          | 04.260 (6) 01.852 (10)              | 09.144               | 0580                                                        |
| Antonow An-70                     | Ukraine                                               | 1994       | –            | 40,73        | 44,06          | 16,38        | 047.000             | L: 19,1 m B: 04,0 m H: 04,1 m | 0076,4 m² 0313,2 m³       | 750                          | 03.500 (35)                         | 12.000               | 1.500 (700 m bei 20–30 t Zuladung)                          |
| Antonow An-124                    | Sowjetunion                                           | 1984       | 2004         | 69,10        | 73,30          | 20,78        | 150.000             | L: 36,5 m B: 06,4 m H: 04,4 m | 0233,6 m² 1028,0 m³       | 800–850 (c)                  | 04.800 (120) 12.000 (40)            | 11.600               | 3.000 (800 m mit geringer Zuladung)                         |
| Antonow An-178                    | Ukraine                                               | 2015       | –            | 32,23        | 30,57          | 9,65         | 018.000             | L: 13,2 m B: 02,7 m H: 02,7 m | 00                        | 750-800                      | 03.680 (10) 01.000 (18)             | 12.200               | 00                                                          |
| Boeing C-17A Globemaster III      | Vereinigte Staaten                                    | 1991       | 2015         | 53,04        | 50,29          | 16,79        | 077.519             | L: 26,8 m B: 05,5 m H: 03,8 m | 0147,2 m² 0553,6 m³       | 818                          | 05.100 (50)                         | 13.716               | 1.064 (2.316 m bei MTOW)                                    |
| Embraer KC-390                    | Brasilien                                             | 2015       | aktuell      | 33,43        | 33,94          | 11,34        | 026.000             | L: 12,1 m B: 03,4 m H: 03,0 m | 0041,9 m² 0124,5 m³       | 870 (c)                      | 06.200                              | 10.973               | 1.300                                                       |
| Iljuschin Il-76MF                 | Sowjetunion 1955                                      | 1974 2005  | 1997 aktuell | 53,19        | 50,50          | 14,3         | 060.000             | L: 20,0 m B: 03,5 m H: 03,4 m | 0107,4 m² 0400,0 m³       | 800–850                      | 06.200 (40)                         | 12.100               | 1.800                                                       |
| Kawasaki C-1                      | Japan                                                 | 1970       | 1979         | 29,00        | 30,60          | 10,00        | 011.900             |                               | 0                         | 685                          | 03.335 (8)                          | 12.000               | 0                                                           |
| Kawasaki C-2                      | Japan                                                 | 2010       | aktuell      | 43,90        | 40,40          | 14,20        | 036.000             |                               | 0066,0 m² 0256,0 m³       | 890                          | 05.700 (30) 04.500 (36)             | 12.200               | 0900                                                        |
| Lockheed C-5 Galaxy               | Vereinigte Staaten                                    | 1968 1986  | 1973 1989    | 75,53        | 67,88          | 19,34        | 122.472             | L: 43,8 m B: 05,8 m H: 04,1 m | 0214,6 m² 0879,9 m³       | 880                          | 09.565 (60)                         | 10.900               | 2.600                                                       |
| Lockheed C-130J-30 Super Hercules | Vereinigte Staaten                                    | 1956       | aktuell      | 34,36        | 40,40          | 11,84        | 021.625             | L: 16,9 m B: 03,1 m H: 02,7 m | 0052,7 m² 0162,1 m³       | 643                          | 05.240 (18)                         | 09.315               | 1.200                                                       |
| Transall C-160                    | Deutschland Frankreich                                | 1965       | 1985         | 32,40        | 40,00          | 12,36        | 016.000             | L: 13,5 m B: 03,1 m H: 03,0 m | 0042,5 m² 0126,7 m³       | 513 (c)                      | 01.850                              | 08.230               | 0650                                                        |
| Xian Y-20                         | China Volksrepublik                                   | 2016       | aktuell      | 47,00        | 45,00          | 15           | 066.000             |                               |                           | 918 (c)                      | 04.500 (66) 07.800 (40)             | 13.000               |                                                             |